# Kevin Systrom

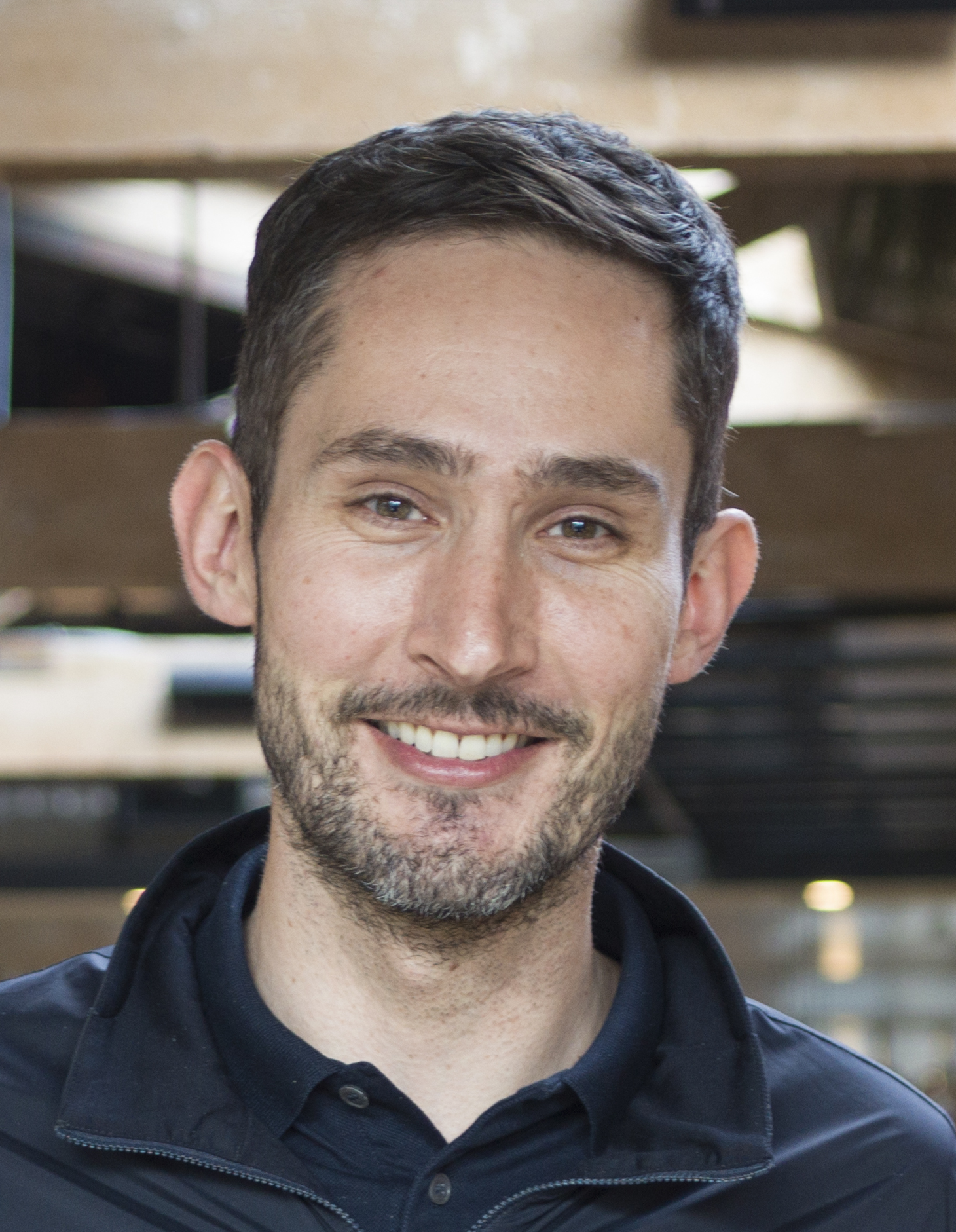
Kevin Systrom, 2018

Kevin Systrom (* 30. Dezember 1983) ist ein US-amerikanischer Unternehmer und Softwareentwickler. Bekannt wurde er vor allem als Co-Gründer und CEO von Instagram.

## Werdegang
Systrom fing mit dem Programmieren von Computerspielen schon als Schüler, in einem Internat an der Ostküste, an. Anschließend studierte er an der kalifornischen Stanford University Management- und Ingenieurwissenschaften. 2006 schloss er sein Studium mit einem Bachelor ab und arbeitete in der Folge für verschiedene Firmen, u. a. für Google.
Mit seinem Geschäftspartner Mike Krieger, den er während des Studiums kennenlernte, gründete er 2010 den kostenlosen Online-Dienst Instagram. Im Jahr 2012 wurde Instagram für ca. 1 Milliarde US-Dollar an Facebook verkauft, 400 Millionen US-Dollar gingen davon an Systrom. Zwischen 2012 und 2018 war er weiterhin als CEO für Instagram tätig, verließ das Unternehmen im September 2018 jedoch nach Meinungsverschiedenheiten mit der Konzernmutter Facebook.

## Vermögen
Kevin Systrom hat nach dem Stand aus dem Februar 2025 ein Vermögen von 3,4 Milliarden US-Dollar.